# Mangora paula
Mangora paula là một loài nhện trong họ Araneidae.
Loài này thuộc chi Mangora. Mangora paula được Herbert Walter Levi miêu tả năm 2007.